# Мона Бартел
Мона Бартел (на немски: Mona Barthel) е германска тенисистка, родена на 11 юли 1990 г. Най-високото ѝ класиране в ранглистата за жени на WTA е 39 място, постигнато на 13 февруари 2012 г. На двойки е достигала до 303 място. В кариерата си има една титла на сингъл, спечелена през януари 2012 г. в Хобарт.

## Финали на турнирите от WTA Тур

### Титли на сингъл (1)
| Легенда                  |
| ------------------------ |
| Голям шлем (0)           |
| Шампионат на WTA Тур (0) |
| Задължителни висши (0)   |
| Висши 5 (0)              |
| Висши (0)                |
| Международни (1)         |

| финал № | дата           | турнир                     | място  | настилка | съперничка на финала | резултат |
| 1.      | 14 януари 2012 | Муриля Хобарт Интернешънъл | Хобарт | твърда   | Янина Викмайер       | 6-1, 6-2 |